# Windhoek-Academia
Academia ist eine Vorstadt von Windhoek und liegt im Südwesten der Stadt. Academia grenzt im Norden an Pionierspark und im Osten an das Gelände des Flughafens Eros in Suiderhof. Durch den Ausbau gen Süden bis an den Western Bypass wird Academia derzeit (Stand Juni 2016) um 309 Grundstücke vergrößert. Sie hat (Stand 2011) 2452 Einwohner auf einer Fläche von 2,43 Quadratkilometern.
Academia wurde nach der „Gemeinschaft der Studierenden und Gelehrten im Bereich der höheren Bildung an Hochschulen und Universitäten sowie in der Forschung“ benannt, da sich hier neben dem Hauptcampus und -sitz der Universität von Namibia auch mit der Academia Secondary School und der Technical High School Windhoek (HTS; ursprünglich afrikaans Hoer Tegniese Skool) zwei der größten weiterführenden Schulen der Stadt befinden. Die Straßen wurden deshalb vor allem nach Erfindern, Künstlern und Gelehrten benannt.